# معركة بتروجة
في سنة 1006م بعد أن أسس أبو ركوة خلافته واستقر تطلع إلى ممتلكات مصر فقرر ان يحتله فكانت اول معركة  في حملاته على مصر هي معركة بتروجة التي انهزم فيها الجيش الفاطمي بقيادة قابل الارمني وفتح طريق الإسكندرية  
1. ↑  إدريس عماد الدين (ص 265). كتاب عيوب الاخبار في قنون الاثار. {{استشهاد بكتاب}}: تحقق من التاريخ في: |تاريخ= (مساعدة)
2. ↑  الانطاكي (ص 264 _265). كتاب صلة تاريخ اوتيخا. {{استشهاد بكتاب}}: تحقق من التاريخ في: |تاريخ= (مساعدة)